# Бапуон

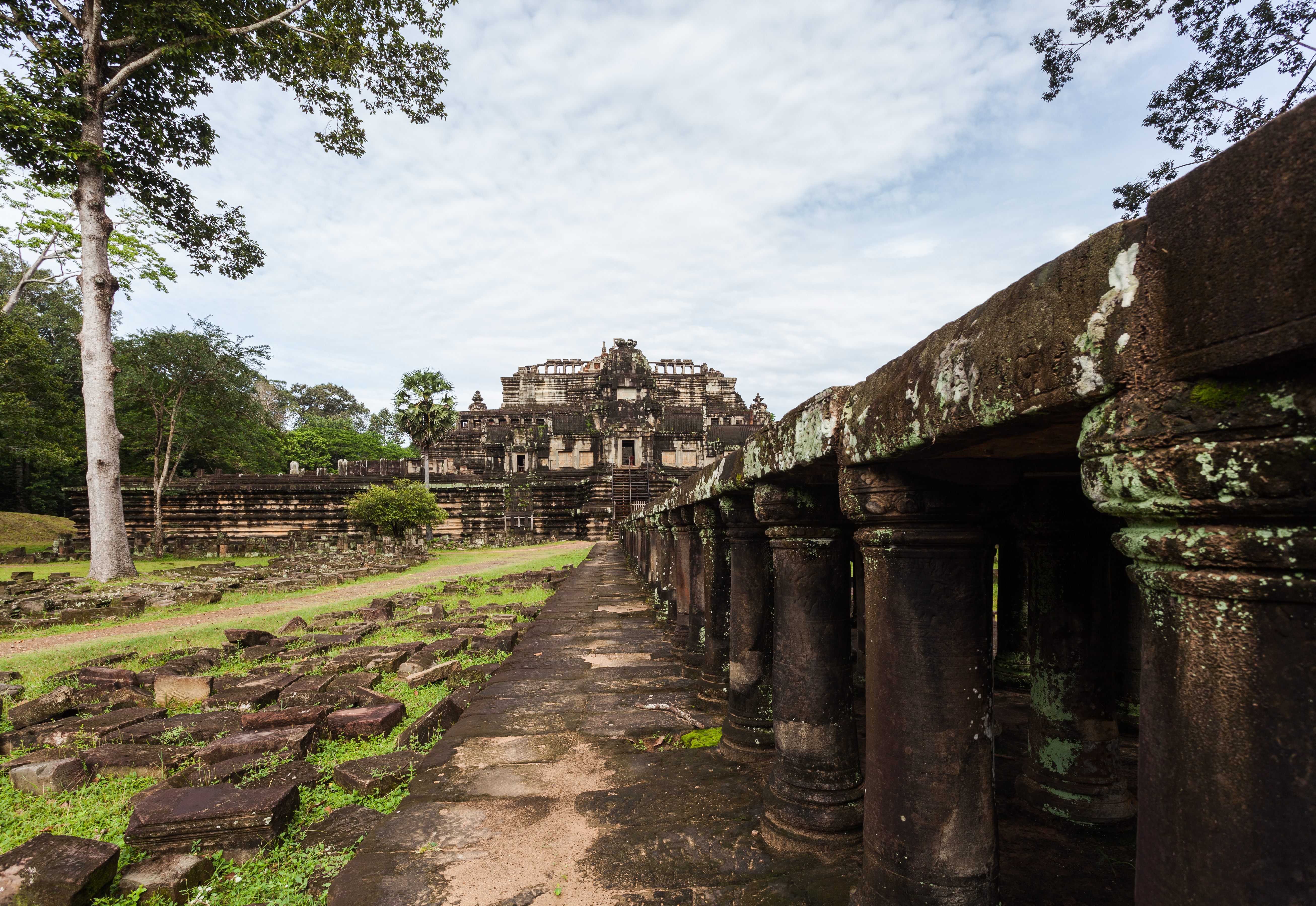

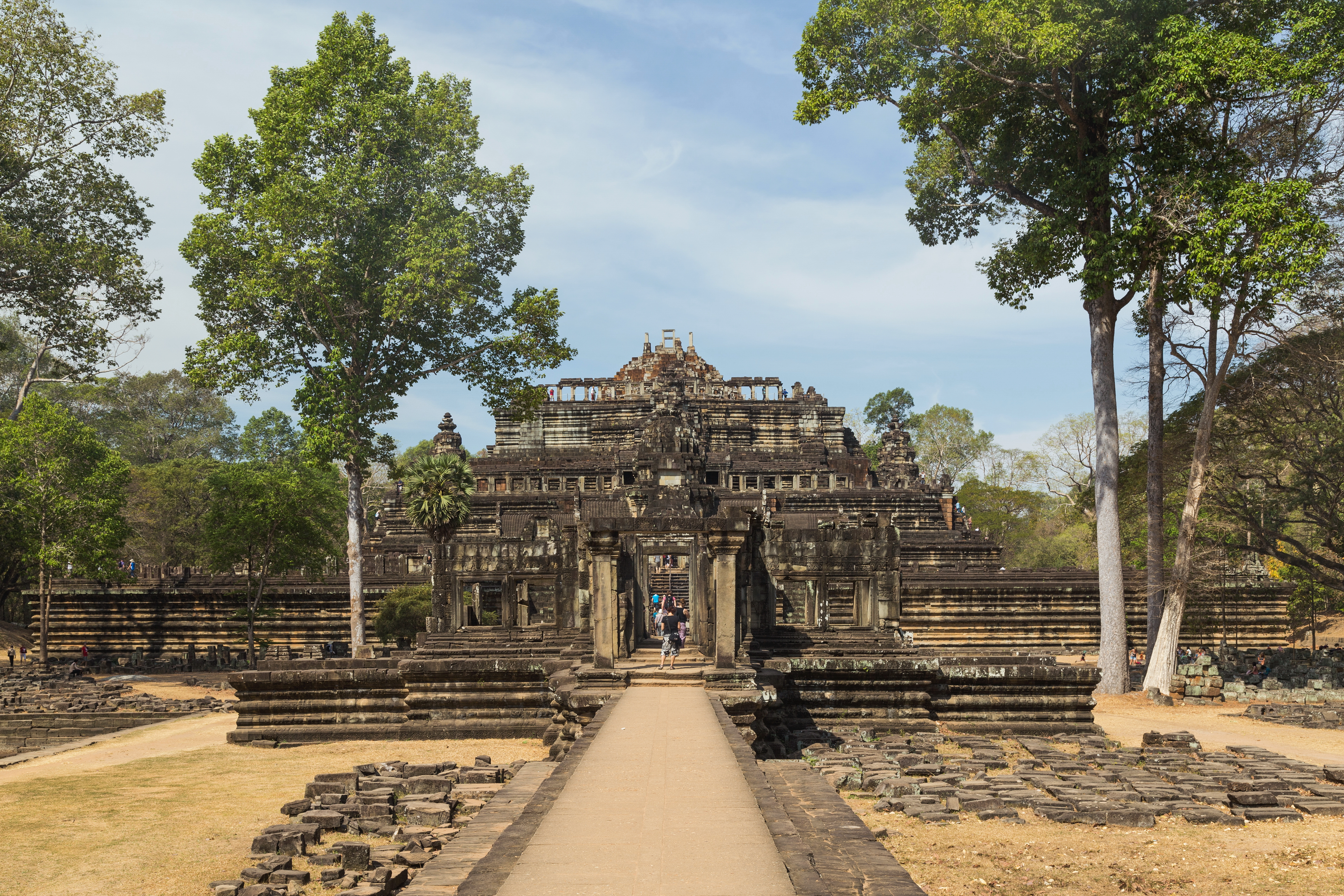
Вид с востока

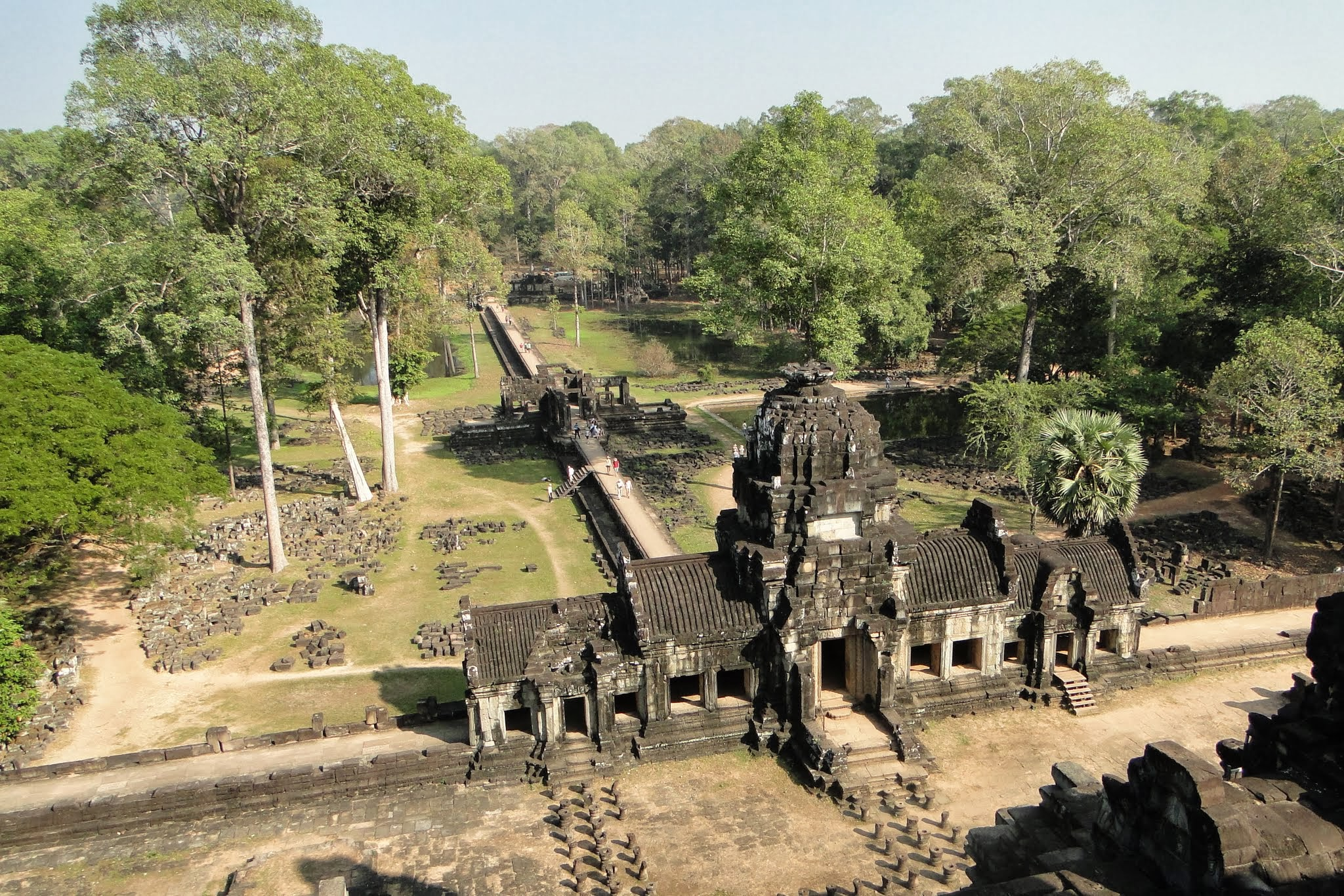

Бапуон (кхмер. បាពួន [baːpuən]) — центр столицы Удаядитьявармана II.
Из-за несоответствия устремлений кхмеров их инженерным возможностям, чаще всего до нас их произведения архитектурной мысли доходят в плачевном или практически уничтоженном состоянии, и храм-гора не не исключение, а, скорее, самый серьёзный тому пример.

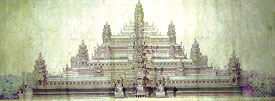

Храм Бапуон окружён прямоугольной оградой 420х123 метра, целиком сооружённой из песчаника.
Пирамида: основание — 128х102 метра, вершина — 41х35 метров, высота — почти 24 метра. С учётом верхнего прасата, общая высота храма достигает 49 метра.
К храму ведёт дорога длиной около 170 метров, поднятая над уровнем земли почти на метр, она опирается на 3 ряда колонн, служивших опорами. На полпути к храму расположен крестообразный в плане павильон, ступени от которого ведут к водохранилищу с южной стороны. Вероятно, такое же водохранилище располагалось и с севера.
Гопура, представляющая собой вход на 1-й уровень, включена в галерею, идущую по всему периметру храма — сейчас полностью восстановлена методом анастилоза.
Гопура имеет 3-ю структуру: квадратная, центральная комната обрамлена крыльями, разделёнными на два помещения — одно внутри другого, создающими телескопический эффект.
Ей предшествует 2-й вестибюль с наружной стороны и одинарный внутренний.
Боковые комнаты заканчиваются ложными сводами, центральная имеет ещё один маленький ярус, увенчанный необычным куполом с квадратным основанием (сомкнутый свод), который завершается флёроном в виде бутона лотоса.
В галерее, куда ведёт эта величественная гопура, глухие окна находятся на наружной стене, а настоящие — на внутренней, все они забраны колонками.
На 1-м уровне Бапуона сохранились руины 4-х «библиотек» — 2-х сторон западной и восточной, они соединялись попарно, приподнятая дорога.
На 2-й уровень образован 2-й платформой и увенчан узкой галереей из песчаника сложным сводом из 4-х рядов каменных блоков, завершающимся 2-я соседними блоками с настоящими окнами по обеим сторонам.
3-й уровень разделён на 2 платформы и завершается галереей. Между 2-м и 3-м уровнем сохранились руины лестницы в углах, ведущих к угловым башням.
На территории храмового комплекса есть лишь один-единственный крестообразный прасат — вершина комплекса, назначение которого до сих пор неизвестно.